# Home Is Where the Tart Is
Home Is Where the Tart Is is de eerste aflevering van het zesde seizoen van het tienerdrama Beverly Hills, 90210, die voor het eerst werd uitgezonden op 13 september 1995.

## Verhaal
Als Kelly terugkomt vanuit New York dan neemt ze haar nieuwe vriend mee, Colin Robbins. Hij is een kunstschilder en wil daar verder mee gaan in Los Angeles.
Brandon komt thuis vanuit boston waar hij gewerkt heeft bij een grote krant. Als hij thuis komt ziet hij nog steeds het verkocht bordje in de tuin staan, en binnen merkt hij dat het hele huis leeg gehaald is. Boven gaat hij in bed liggen en maakt dan kennis met Ginger, een vriendin van Valerie uit Buffalo, die hem bespringt in bed. Beneden praat hij bij met Valerie, die zegt dat ze eenzaam is geweest in de zomer en niemand heeft gesproken van de groep. Dan vallen Steve en David binnen met de mededeling dat David een flat heeft gevonden waar ze kunnen wonen, het is een Penthouse met luxe slaapkamers en personeel. Brandon is meteen enthousiast en wil meteen gaan kijken. Bij het gaan komen ze de makelaar tegen die vertelt dat de kopers van het huis het huis gaan slopen. Dit brengt Steve op het idee om een groot feest te geven nu het huis toch tegen de vlakte gaat. Als ze in de auto zitten vertelt David dat het uit is tussen hem en Clare.
Ray heeft de hele zomer doorgebracht met de familie Martin op hun boot. Het is een geweldige zomer geweest en Ray heeft zich keurig gedragen, zelfs Felice kan nu goed met hem opschieten. Het gebeuren in Palm Springs is Donna bijna vergeten (zie P.S. I Love You: Part 1. De familie geeft een feestje op de boot voor hun vrienden en de vrienden van Donna, Valerie en Ginger hebben zichzelf uitgenodigd. Dan komt de melding dat de ring van Felice’s vrienden is verdwenen. Later verdenken ze Ray die dit weerspreekt.
Dylan komt Kelly opzoeken en wil dat zij hem meehelpt met het uitzoeken van de papieren van zijn vader. Dit om de moordenaar te vinden van zijn vader. Kelly staat niet achter zijn plannen maar helpt hem toch mee uit vriendschap. Dan besluit Dylan naar de gevangenis te gaan waar zijn vader heeft gezeten om zijn celmaat te spreken of die iets weet. Na een aarzeling geeft hij Dylan een naam, Tony Marchette een belangrijke zakenman. Dylan vraagt aan Brandon of die meer informatie over hem kan achterhalen.
Het feest is in volle gang en ze letten er niet op of het huis beschadigd wordt, er wordt aan de lampen gehangen en de muren worden bespoten met verf. Dan komt de makelaar ineens binnen met de mededeling dat de koop niet doorgaat en het huis weer van Brandon is. Dat geeft meteen een domper en het feest is dan meteen afgelopen. Als de groep later aan het napraten is pakt Donna de jas van Ray omdat ze het koud heeft. Donna doet haar hand in een jaszak en vindt de verdwenen ring, en iedereen kijkt meteen naar Ray. Die ontkent alles maar dat maakt geen indruk. Als Brandon de volgende morgen rondkijkt in het huis dan wordt die daar niet echt vrolijk van.

## Rolverdeling
- Jason Priestley - Brandon Walsh
- Jennie Garth - Kelly Taylor
- Ian Ziering - Steve Sanders
- Luke Perry - Dylan McKay
- Brian Austin Green - David Silver
- Tori Spelling - Donna Martin
- Tiffani Thiessen - Valerie Malone
- Joe E. Tata - Nat Bussichio
- Kathleen Robertson - Clare Arnold
- Jamie Walters - Ray Pruit
- Michael Durrell - Dr. John Martin
- Jason Wiles - Colin Robbins
- Katherine Cannon - Felice Martin
- Ryan Thomas Brown - Morton Muntz
- Elisa Donovan - Ginger LaMonica
- Ken Lerner - Jerry Korman
- Lisa Williams - Barbara Korman